# Okręty podwodne typu Pullino
Okręty podwodne typu Pullino – włoskie okręty podwodne z początku XX wieku. W latach 1912–1914 w Arsenale La Spezia zbudowano dwa okręty tego typu. Jednostki zostały wcielone w skład Regia Marina w latach 1913–1914 i pełniły służbę na Morzu Śródziemnym, biorąc udział w działaniach wojennych. „Giacinto Pullino” 31 lipca 1916 roku wszedł na mieliznę u wybrzeży Austro-Węgier i został zdobyty przez przeciwnika, jednak zatonął następnego dnia podczas holowania. W 1929 roku okręt został podniesiony przez włoską marynarkę i następnie złomowany. „Galileo Ferraris” 27 listopada 1917 roku również wszedł na mieliznę u ujścia Padu, a po podniesieniu nie wszedł już do służby i skreślono go z listy floty w grudniu 1919 roku.

## Projekt i budowa
Jednostki typu Pullino zostały zaprojektowane przez inż. majora korpusu inżynierów okrętowych, Virginia Cavalliniego. Okręty charakteryzowały się konstrukcją dwukadłubową z dwoma kadłubami o jednakowej odporności na działanie ciśnienia hydrostatycznego. W kadłubie wewnętrznym o przekroju kołowym mieściły się pomieszczenia mieszkalne, centrala i maszynownia. Przestrzeń pomiędzy kadłubami zajmowały rozmieszczone w czterech przedziałach akumulatory, podzielone na cztery części dno podwójne, zbiorniki balastowe oraz paliwa. Kadłub zewnętrzny o wrzecionowatym kształcie miał średnicę w przybliżeniu o jedną trzecią większą od średnicy kadłuba wewnętrznego i był do niego styczny na górze. Okręty otrzymały wzmocnione w stosunku do wcześniejszych włoskich konstrukcji uzbrojenie torpedowe oraz, jako pierwsze włoskie okręty podwodne, działa pokładowe. Zwiększona wytrzymałość kadłuba pozwalała też na osiąganie większej w stosunku do poprzedników głębokości zanurzenia wynoszącej 50 metrów .
Oba okręty podwodne typu Pullino zbudowane zostały w Arsenale La Spezia. Stępki okrętów położono w 1912 roku, a zwodowane zostały w 1913 roku.
| Okręt              | Stocznia  | Położenie stępki | Wodowanie        | Wejście do służby | Los                                                                         |
| ------------------ | --------- | ---------------- | ---------------- | ----------------- | --------------------------------------------------------------------------- |
| „Giacinto Pullino” | La Spezia | 2 czerwca 1912   | 21 lipca 1913    | 12 grudnia 1913   | zatonął 1 sierpnia 1916, podniesiony w 1929, złomowany                      |
| „Galileo Ferraris” | La Spezia | 2 czerwca 1912   | 9 listopada 1913 | 5 grudnia 1914    | wszedł na mieliznę 27 listopada 1917, podniesiony, wycofany 15 grudnia 1919 |

## Dane taktyczno-techniczne
Jednostki typu Pullino były niewielkimi, przybrzeżnymi okrętami podwodnymi . Długość całkowita wynosiła 42,3 metra, szerokość 4,17 metra i zanurzenie 3,96 metra. Wyporność normalna w położeniu nawodnym wynosiła 355 ton, a w zanurzeniu 405 ton. Okręty napędzane były na powierzchni przez dwa silniki wysokoprężne FIAT o łącznej mocy 1460 KM. Napęd podwodny zapewniały dwa silniki elektryczne Savigliano o łącznej mocy 520 KM. Dwa wały napędowe obracające dwiema śrubami umożliwiały osiągnięcie prędkości 14 węzłów na powierzchni i 10 węzłów w zanurzeniu. Zasięg wynosił 2700 Mm przy prędkości 8 węzłów w położeniu nawodnym oraz 170 Mm przy prędkości 2,5 węzła w zanurzeniu (lub 600 Mm przy prędkości 14 węzłów w położeniu nawodnym oraz 25 Mm przy prędkości 10 węzłów w zanurzeniu). Dopuszczalna głębokość zanurzenia wynosiła 50 metrów.
Okręty wyposażone były w cztery stałe wyrzutnie torpedowe kalibru 450 mm, po dwie na dziobie i rufie oraz dwie zewnętrzne zainstalowane na pokładzie, z łącznym zapasem ośmiu torped. Uzbrojenie artyleryjskie stanowiły: pojedyncze działo kalibru 57 mm Hotchkiss M1886 L/40 oraz pojedyncze działo kalibru 37 mm Hotchkiss M1890 L/25 
Załoga pojedynczego okrętu składała się z 2 oficerów oraz 17 podoficerów i marynarzy.

## Służba
„Giacinto Pullino” został wcielony do służby w Regia Marina 12 grudnia 1913 roku, a „Galileo Ferraris” 5 grudnia 1914 roku. Po zakończeniu przeprowadzonych w pobliżu bazy La Spezia testów obie jednostki weszły w skład 3. eskadry (wł. Squadriglia) okrętów podwodnych w Tarencie. 24 maja 1915 roku, w momencie przystąpienia Włoch do I wojny światowej, „Giacinto Pullino” wchodził w skład 2. eskadry okrętów podwodnych w Wenecji, a „Galileo Ferraris” służył w 3. eskadrze okrętów podwodnych w Brindisi. W latach 1915–1916 roku „Giacinto Pullino” wykonał 31 misji ofensywnych u wybrzeży przeciwnika, a „Galileo Ferraris” do 1917 roku odbył 17 patroli bojowych  . 
29 lipca 1916 roku „Giacinto Pullino” wyszedł w morze z zadaniem zaatakowania parowców stojących w porcie Fiume i w nocy z 30 na 31 lipca przechodząc pomiędzy wyspami Unie a Galiola utknął na mieliźnie . Dowiedziawszy się o unieruchomionym nieprzyjacielskim okręcie podwodnym, dowództwo Kaiserliche und Königliche Kriegsmarine wysłało w ten rejon zespół okrętów, których załogi wzięły do niewoli marynarzy „Giacinto Pullino”, a także zdołali ściągnąć okręt podwodny z mielizny i rozpoczęli jego holowanie do bazy w Poli, jednak 1 sierpnia 1916 roku jednostka zatonęła nieopodal Cape Promontore . W 1929 roku wrak „Giacinto Pullino” został podniesiony przez specjalistów z Regia Marina, po czym w 1931 roku został złomowany .
W 1917 roku „Galileo Ferraris” został przeniesiony do 2. eskadry okrętów podwodnych w Wenecji, przeprowadzając stamtąd kolejnych 18 patroli u wybrzeży Dalmacji . Podczas powrotu z jednego z nich, 27 listopada 1917 roku w warunkach sztormowych jednostka weszła na mieliznę u ujścia Padu . 16 stycznia 1918 roku okręt został podniesiony i odholowany do Porto Corsini, a następnie do bazy w La Spezia . Ostatecznie okręt został skreślony z listy floty 15 grudnia 1919 roku.